# جغرافیای بورکینافاسو

موقعیت بورکینافاسو در غرب آفریقا.

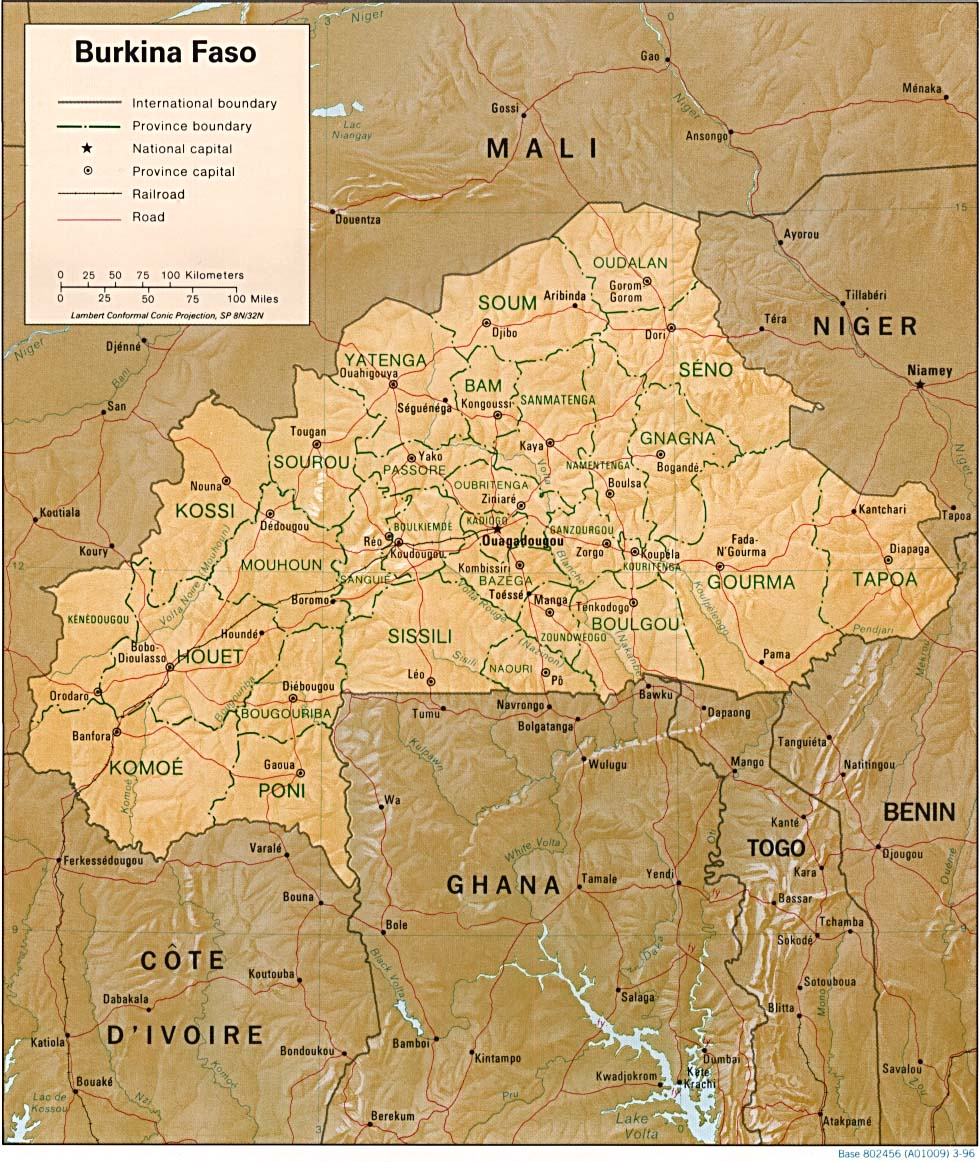
نقشه سیاسی بورکینافاسو.

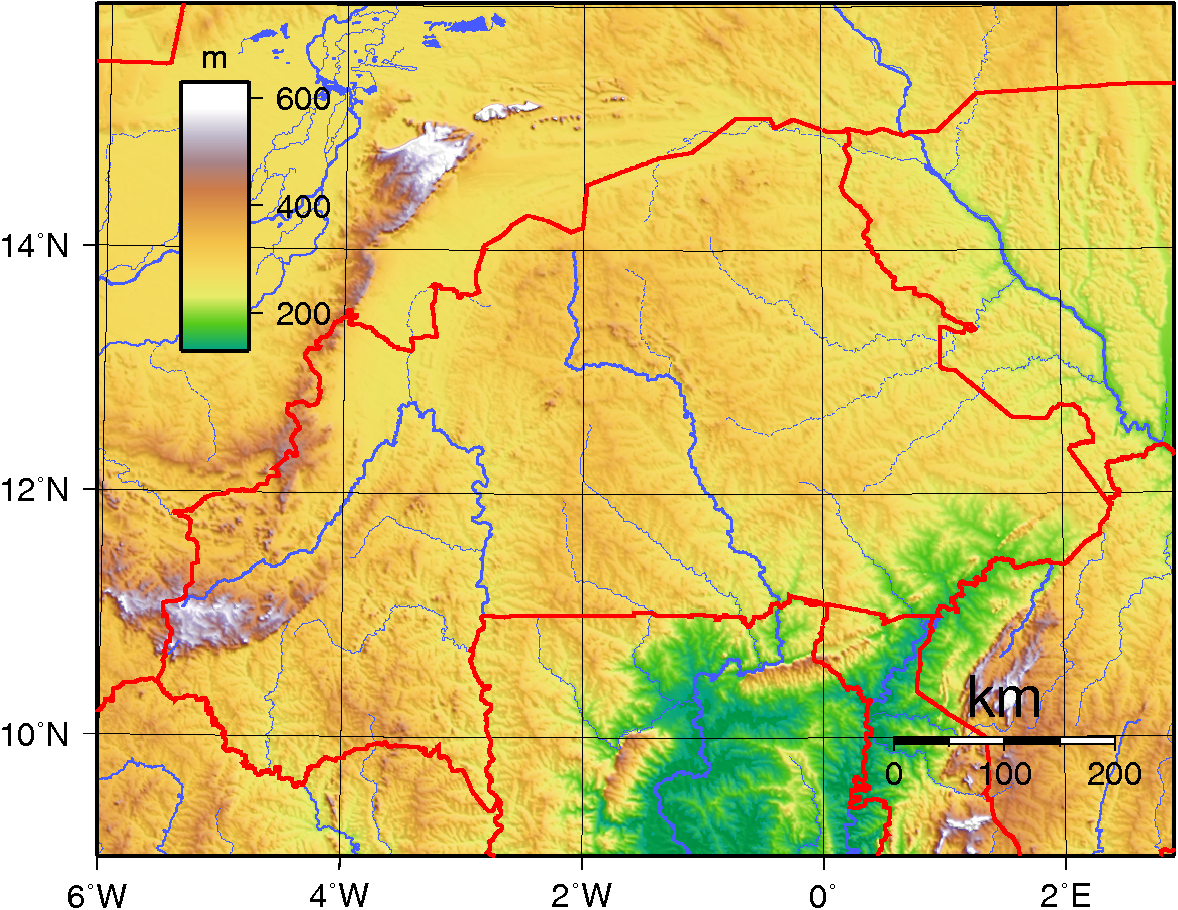
نقشه ناهمواری‌های بورکینافاسو.

بورکینافاسو، کشوری محصور در خشکی، در وسط بخش «کوهان‌مانند» غرب آفریقا واقع شده‌است. این کشور ۲۷۴۰۰۰ کیلومتر مربع را پوشش می‌دهد. بورکینافاسو از شمال و غرب با مالی، از شمال شرقی با نیجر، از جنوب شرقی با بنین و از جنوب با توگو، غنا و ساحل عاج همسایه است.
تقریباً ۲۱٫۴ میلیون نفر در بورکینافاسو زندگی می‌کنند. پایتخت و بزرگترین شهر واگادوگو است که حدود ۲٫۵ میلیون نفر در آنجا زندگی می‌کنند. بورکینافاسو پیشتر به عنوان جمهوری ولتای علیا شناخته می‌شد تا اینکه در سال ۱۹۸۴ نام این کشور به نام کنونی تغییر کرد.
حیات وحش در نواحی شرقی و جنوبی بورکینا شامل فیل، شاخ‌درازان، اسب آبی، میمون، تمساح، شیر و گاومیش است. گونه‌های پرندگان و حشرات غنی و متنوع است.

## جغرافیای فیزیکی
بورکینا یک فلات گرم‌دشتی با ارتفاع متوسط ۵۰۰ متر است. بلندترین نقطه آن تناکورو (۷۴۷ متر) در غرب است. سه رودخانه اصلی بورکینافاسو ولتاهای سیاه، سفید و قرمز هستند، شاخه‌هایی که رودخانه ولتای غنا را تشکیل می‌دهند. بیشتر بورکینافاسو در منطقه معروف به ساحل صحرای بزرگ آفریقا واقع شده‌است. اراضی کشور رو به شمال به تدریج خشک می‌شود و تبدیل به مناطق بوته‌ای و نیمه‌بیابانی می‌شود، اما در فصل بارندگی با درختچه‌های سبز و درختان خاردار زنده می‌شود. در سمت جنوب، مناطقی از ساوانا و ساوانای جنگلی، از جمله درختان روغن قلم و بائوباب وجود دارد که از اهمیت کشاورزی برخوردارند.
بورکینافاسو در فلات وسیعی قرار دارد که کمی به سمت جنوب متمایل است. لایه سنگ لاتریت (قرمز، شسته‌شده، آهن‌دار) که سنگ‌های بلورین زیرین را می‌پوشاند توسط سه رودخانه اصلی کشور - ولتای سیاه (موهون)، ولتای قرمز (نازینو) و ولتای سفید (ناکامبه) بریده شده‌است) - همه آنها در غنا به سمت جنوب جمع می‌شوند و رودخانه ولتا را تشکیل می‌دهند. اوتی، یکی دیگر از شاخه‌های ولتا، در جنوب شرقی بورکینافاسو سربرمی‌آورد. تغییرات فصلی زیادی در جریان رودخانه‌ها رخ می‌دهد و برخی از رودخانه‌ها در فصل خشک به بستر خشک تبدیل می‌شوند. در جنوب غرب فلات‌های ماسه‌سنگی وجود دارد که با سرازیری تند بانفورا هم‌مرز است که حدود ۱۵۰ متر ارتفاع دارد و رو به جنوب شرقی است. بیشتر خاک این کشور نابارور است.

## آب و هوا
آب و هوای بورکینافاسو آفتابی، گرم، خشک و غبارآلود است. فصل گرما از اواسط فوریه تا ژوئن است، زمانی که حداکثر دما در سایه از ۱۰۴ درجه فارنهایت فراتر می‌رود. فصل بارانی معمولاً از ژوئن تا سپتامبر ادامه دارد. اولین بارندگی‌ها که باران انبه نامیده می‌شود، معمولاً در ماه مه/ژوئن شروع می‌شود و مقداری از گرما و گرد و غبار را فرومی‌کاهد. میزان بارندگی سالانه از حدود ۱۰ اینچ در منتهی‌الیه شمال تا نزدیک به ۴۰ اینچ در جنوب متغیر است. دمای هوا در اواخر سپتامبر / اوایل اکتبر با کاهش فصل باران شروع به معتدل شدن می‌کند. اواسط نوامبر تا اواسط فوریه فصل خنکی با دماهای بالا در درجه‌های ۸۰ و پایین‌ترین دما در دهه ۶۰ است. هارماتان، باد گرم و غبارآلود از صحرای آفریقا، اغلب در ماه‌های ژانویه و فوریه می‌وزد که منجر به کاهش دید و شرایط زندگی موقتاً ناخوشایند می‌شود.